# GEMA
A Gesellschaft für musikalische Aufführungs - und mechanische Vervielfältigungsrechte (Português: Sociedade para a realização musical e os direitos de reprodução mecânica) é uma organização de controle de direitos autorais com base na Alemanha, com escritórios administrativos em Berlim e Munique. GEMA representa os direitos de uso provenientes de direitos de autor para as obras musicais desses compositores, letristas e editores que são os membros da organização. Outras organizações semelhantes nos países de língua alemã é a Gesellschaft der Autoren, Komponisten und Musikverleger (AKM), na Áustria e a SUISA, na Suíça.
Como um "acreditado com fins lucrativos associação com capacidade jurídica" (de: rechtsfähiger wirtschaftlicher Verein), GEMA, da capacidade de ser um sujeito de direitos e deveres é baseado no estado de atribuição (de acordo com o Artigo 22 do código civil alemão). O presidente da comissão executiva (CEO) da Harald Heker (desde 2007); presidente do conselho de administração é Enjott Schneider.

## Estrutura e a associação

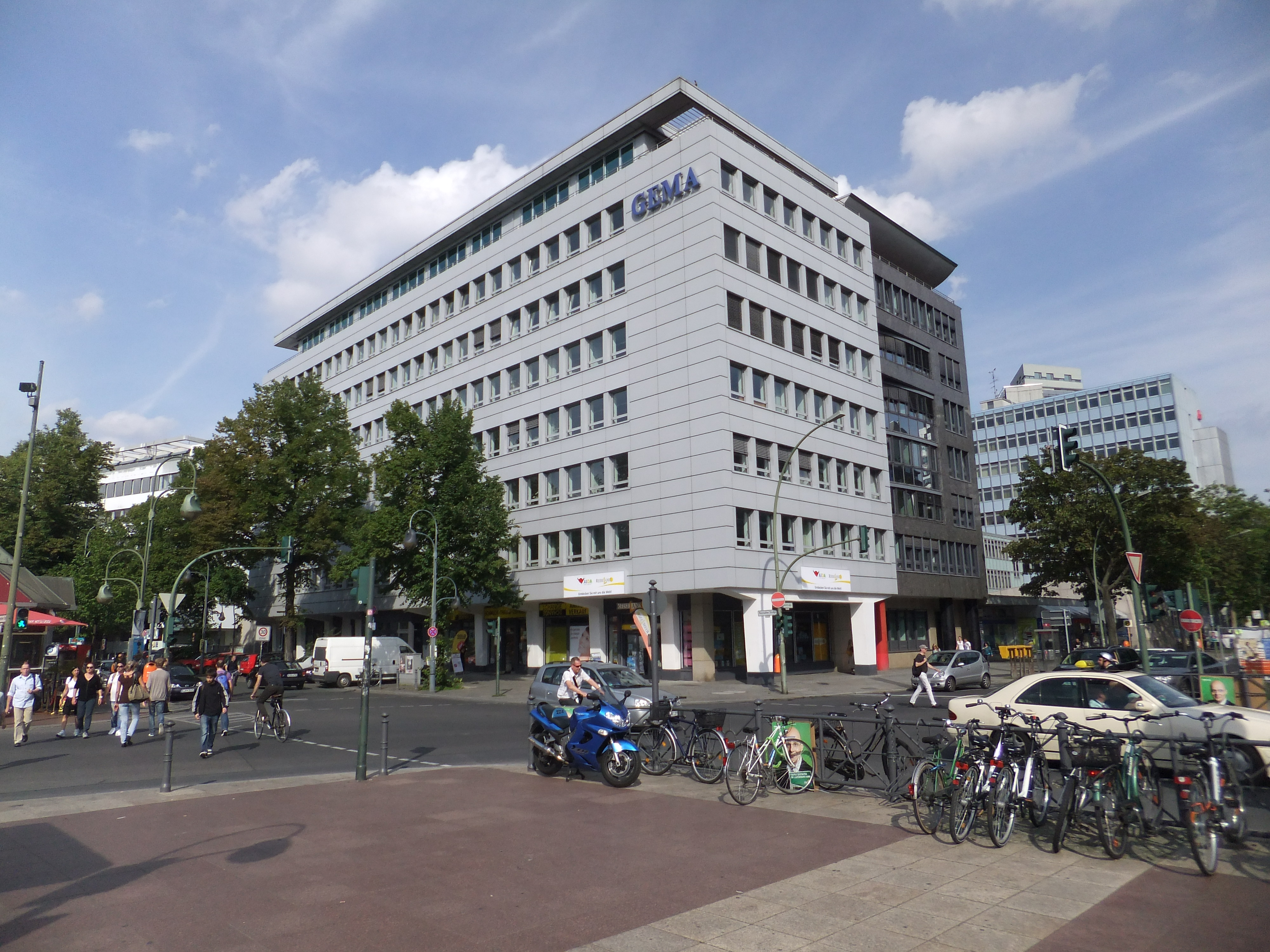
Escritórios da GEMA em Berlim na rua Bayreuther Strasse perto da Wittenbergplatz praça

GEMA é organizada de acordo com Vereinsrecht (Associação de direitos alemão). Ele representa diretamente alguns de 3.300 compositores, letristas, e a música editores como membros de pleno direito, juntamente com cerca de 6.400 mais como membros com nitidamente direitos restritos e outro de 55.000 autores que tenham celebrado um termo de cessão com GEMA, sem cumprir os requisitos profissionais para a plena adesão. Os membros deste último grupo são chamados de "membros associados" dentro da organização, mas eles não gozam dos direitos associados a filiação no direito alemão da associação. A partir de 2010, a GEMA também representa mais de 2 milhões de internacional de titulares de direitos dentro da Alemanha, através de relações de reciprocidade com outras de desempenho de organizações de direitos.
Associação GEMA é necessariamente voluntária, uma vez que todos os direitos de uso (decorrentes de alemão autores' lei de direitossão reservados exclusivamente pelo autor. Em contraste com direitos autorais , como geralmente aparece na lei comum, os direitos do autor são inalienáveis (i.é., não-transferíveis), o que significa que o autor pode transferir somente o exercício destes direitos para outro natural ou pessoa jurídica. Portanto, o autor teoricamente reserva-se o direito de exercer seu direito próprio ou para transferência desses deveres para outro de terceiros (por exemplo, uma coleta de sociedade ou organização de direitos desempenho). O , de facto, a situação permanece na GEMA favor, no entanto, como todos os esforços para fundar um concorrente instituição tem sido, até agora, impedido pelo alemão de Patentes e Marcas, e o único a gestão da própria direitos de autor continua a ser uma tarefa assustadora para lone artistas.
Para ser representados pela GEMA, autores (por exemplo, compositores e letristas, juntamente com seus editores e herdeiros) deve tornar-se um membro e assinar um termo de cessão (em alemão:  Berechtigungsvertrag) com GEMA, transferindo o exercício e a exploração de direitos de media para o autor, todo o repertório para a GEMA. Membro autores o direito de se candidatar a membro por inteiro, depois de passar cinco anos como extraordinários membros, cumprindo a exigência da manutenção de um caráter compensador de nível de GEMA acima de um determinado valor mínimo. Até então, eles pertencem à categoria status de "extraordinário membro," com direito de voto limitado (e, geralmente, uma exígua quota de taxa receitas, ca. 4,8% em 2010). Outras pessoas, que são de fato os autores, mas nem compositores nem letristas (nem os editores nem herdeiros dos autores), pode também entrar em uma escritura de cessão com GEMA; no entanto, estes autores não é possível obter total de membros, em vez restantes chamados "membros associados." A esmagadora maioria daqueles representados pela GEMA não tem acesso ao status de associação, tal como definido e protegido, sob o código civil alemão (ver Artigos 21-79), mantendo-se, em vez disso, a pseudotítulo de "membro associado." Em 2010, cerca de 24.11% de taxa receitas foram distribuídos aos membros associados.
GEMA é organizado por profissionais e status de agrupamentos. Alemão membros da GEMA pode ser dividido em três grupos: 54,605 membros associados (em alemão:  angeschlossene Mitglieder), 6,406 extraordinária membros (em alemão:  außerordentliche Mitglieder) e 3,343 membros de pleno direito (em alemão:  ordentliche Mitglieder). Aqueles que assinaram um termo de cessão com GEMA, mas não cumprem os requisitos para a extraordinária adesão podem tornar-se membros associados, juntamente com aqueles cujo pedido de adesão do estado tem sido recusado. Membros associados não são considerados membros no sentido legal, conforme definido no código civil alemão a respeito de associações. Completo e extraordinário, os membros devem ser compositores, letristas, ou editores de música. Extraordinária, os membros podem ser membros de pleno direito, quando eles têm recebido, pelo menos, €30.000 taxa de pagamentos de GEMA mais de cinco anos consecutivos (de que a renda anual deve ser de pelo menos de 1.800 €para quatro a cinco anos). Há um elevado rendimento mínimo para os editores, atualmente em 75.000 euros ao longo de cinco anos (com um mínimo anual de €4.500 para esses quatro anos).
O propósito da GEMA é coletar taxas de royalties a partir de organizadores de eventos onde a música protegidos por esta organização é tocada, bem como os fabricantes de discos, editoras e emissoras de radiodifusão. GEMA coletados 850 milhões de euros em direitos autorais taxas em 2008. Desembolsos em grande parte para o total de membros (2010: 64%), cujo repertório representa a parte do leão das obras. A distribuição das receitas e procedimentos de desembolso são decididos anualmente na assembleia geral, que é constituída por cerca de 3.000 membros, bem como de 64 delegados representando os associados e extraordinários membros. A assembleia geral elege os 15 membros do conselho de administração (6 compositores, 4 letristas, 5 editores). O conselho de administração designa o presidente.
De acordo com a GEMA com as leis, os delegados para o extraordinário e membros associados devem ser nomeados de acordo com o seguinte padrão: 32 delegados devem ser compositores (dos quais pelo menos 12 deve ser herdeiros/sucessores legais), 12 letristas (dos quais pelo menos 6 herdeiros), e 20 editores. Em 2010, foram 6 herdeiros entre o extraordinário membros (0,1%) e 3,749 entre os membros associados (6.9%). Como consequência, uma minoria de 26 ativa compositores e letristas tem de lidar com uma maioria de 38 direitos gestores e sucessores legais.
Os usuários da GEMA-de-obras protegidas, principalmente fabricantes de áudio/vídeo, rádio e emissoras de televisão, e os organizadores de eventos, tais como festivais de música, festivais de rua, os mercados de Natal, e muitos mais adquirir a sempre necessária direitos de uso de GEMA mediante o pagamento de uma taxa, que deve ser pago aos titulares de direitos após a dedução de uma administrativas taxa de manuseio.

## Taxas e cópia privada levy
Taxas de licenciamento deve ser pago a GEMA para a execução pública de obras musicais protegidas pertencentes a GEMA do chamado "mundo de inventário" (em alemão:  Weltrepertoire); em seguida, estas são pagas aos seus membros, de acordo com um complexo esquema de distribuição. A divisão de royalties opera através de um sistema de pontos, que distingue entre a "música de entretenimento" (em alemão:  U-Musik, Unterhaltungsmusik) e "música séria" (em alemão:  E-Musik, ernste Musik); por exemplo, um único pop música é a pena de 12 pontos neste sistema, considerando que uma grande orquestra de trabalho com um tempo de jogo mais de 70 minutos pena de 1.200 pontos.
De acordo com o Artigo 54 do alemão direitos de autor da lei (de
), uma cópia privada levy (ou: em branco mídia fiscais) podem ser aplicados a dispositivos e meios de comunicação que "[...] são utilizados para a realização de reproduções [...]", que já está incluído no preço. Esta imposição primeiro vai para o alemão Escritório Central para a Dublagem de Direitos (ZPÜ) (de
)e, de lá, uma parte é encaminhada para a GEMA. Em 2004, a Federação Internacional da Indústria Fonográfica (IFPI), aplicada para reduzir a taxa de licenciamento, taxas para gravação de som de mídia a partir de 9.009% para 5,6% da fabricante de preço. GEMA criticou este impulso como "uma tentativa alemã de indústria fonográfica para resolver seus problemas nas costas e em detrimento de criativos compositores e letristas." Em 2005, o conselho de arbitragem do alemão Escritório de Marcas e Patentes , em Munique decidiu em favor da GEMA, impedindo a proposta de taxa de licenciamento, taxa de redução. Outros processos de arbitragem, tentada pelo IFPI (sobre música, vídeos, downloads, e tons de toque) em 2006 foram decididas em favor da GEMA pelo conselho de arbitragem do alemão de Patentes e Marcas.
GEMA também exerce os direitos dos autores no setor on-line. GEMA licenças responsável provedores de conteúdo, como Musicload, Apple's Loja iTunes, Spotify, Napstere outros. Os dados são fornecidos pela GEMA si; desde 1 de janeiro de 2007, o exercício da on-line de direitos de uso de determinadas partes do seu inventário não é gerenciada pela GEMA, mas sim através de CELAS (de
).
Os encargos de performances e música de fundo são diferenciados.
A reprodução de GEMA de música protegidos em sistemas de telefonia como música de fundo para mensagens de atendimento ou em espera de música também deve ser declarada a GEMA. Muitas empresas (especialmente os pequenos) são insensíveis a essa obrigação. O mesmo se aplica para a valorização da presença na internet através de áudio-branding envolvendo o uso da música.
Desde abril de 2003, GEMA oferece acesso ao seu banco de dados de obras musicais em seu site, incluindo cerca de 1,6 Milhões de direitos autorais de obras musicais.

## Base Legal
Todos os direitos colectivos gestão de sociedades de operar sobre a base de suas leis e ordenanças. Dentro da Comunidade Europeia, estas sociedades derivam sua legitimidade constitucional de proteção para a propriedade intelectual e os ativos intangíveis, sob a forma de direito de propriedade intelectual, o que está consagrado nas constituições dos estados Europeus.
Embora o conceito de propriedade intelectual já havia sido estabelecida em 1866 constituição da Confederação alemã do Norte , bem como em 1871 Constituição do Império alemão, o Artigo 14 do corrente Grundgesetz (em alemão:  Basic Law for the Federal Republic of Germany) somente geralmente endereços de direitos de propriedade, direito de sucessões, e expropriação, incluindo a questão da propriedade intelectual. Por outro lado, na constituição do estado livre da Baviera—e, anteriormente, em Baden e Maior Hesse, que foram formados antes da Grundgesetz (1949)—a propriedade intelectual dos autores, inventores e artistas vêm sob a proteção direta do estado, que expressamente permite a existência de sociedades.
Além disso, nas sociedades de receber sua legitimidade a partir de alemão direitos de autor (em alemão:  Urheberrecht), que é legalmente regulamentada em todos os países Europeus. Alemão autor da lei de direitos (em alemão:  Urheberrechtsgesetze) subsídios os autores de uma série de direitos de exploração (em alemão:  Verwertungsrechte) que o autor individual seria difícil de exercer, sem a assistência de uma sociedade de gestão coletiva, que é por isso que o autor transferi-los. Transferidos os direitos de exploração tornar-direitos de uso de (em alemão:  Nutzungsrechte) sob a forma de licenças.
Na Alemanha, por exemplo, este é regulado através da "lei sobre o exercício de direitos de autor" (em alemão:  Urheberrechtswahrnehmungsgesetz) de 9 de setembro de 1965. O núcleo desta lei é a obrigação de administrar (Artigo 6, em alemão:  Wahrnehmungszwang) e a obrigação de contrato (Artigo 11, em alemão:  Abschlusszwang). O ex-obrigação significa que as sociedades tem que processar todos os direitos que tenham sido transferidos para eles. Esta última obrigação significa que eles não podem recusar a entrada a qualquer um autor (no caso da GEMA: compositor, letrista, ou editor) que cumpriu todos os requisitos de entrada.
GEMA é regido por um duplo-obrigação de contrato, isto é: 1) por um lado, ele deve assumir e exercer quaisquer direitos de uso de que tenham sido transferidos para o dos seus sócios; 2) por outro lado, ele também deve fornecer licenciamento em troca de dinheiro para qualquer usuário fazer um pedido.